# Hur mäktig är den sabbat
Hur mäktig är den sabbat (o quanta qualia) är skriven av Pierre Abélard är en psalm översatt till svenska 1963 av Staffan Larsson, musiken är skriven 1919 av William Harold Ferguson.

## Publicerad i
- Den svenska psalmboken 1986 som nr 641 under rubriken "Framtiden och hoppet".
- Svensk psalmbok för den evangelisk-lutherska kyrkan i Finland (1986) som nr. 566 under rubriken "Det kristna hoppet".
- Psalmer och Sånger 1987 som nr 747 under rubriken "Framtiden och hoppet - Himlen".[2]
- Segertoner 1988 som nr 336 under rubriken "Lovsång och tillbedjan".[1]